# Nachal Ammud
Nachal Ammud (hebr. נחל עמוד) – strumień płynący w Górnej i Dolnej Galilei na północy Izraela. Swoje źródła ma na południowym skraju płaskowyżu Ramat Dalton przy moszawie Dalton, przepływa u podnóża góry Meron, a następnie spływa do depresji Rowu Jordanu i ma swoje ujście do jeziora Tyberiadzkiego w rejonie kibucu Ginnosar. Na terenie wadi strumienia Ammud utworzono rezerwat przyrody.

## Przebieg

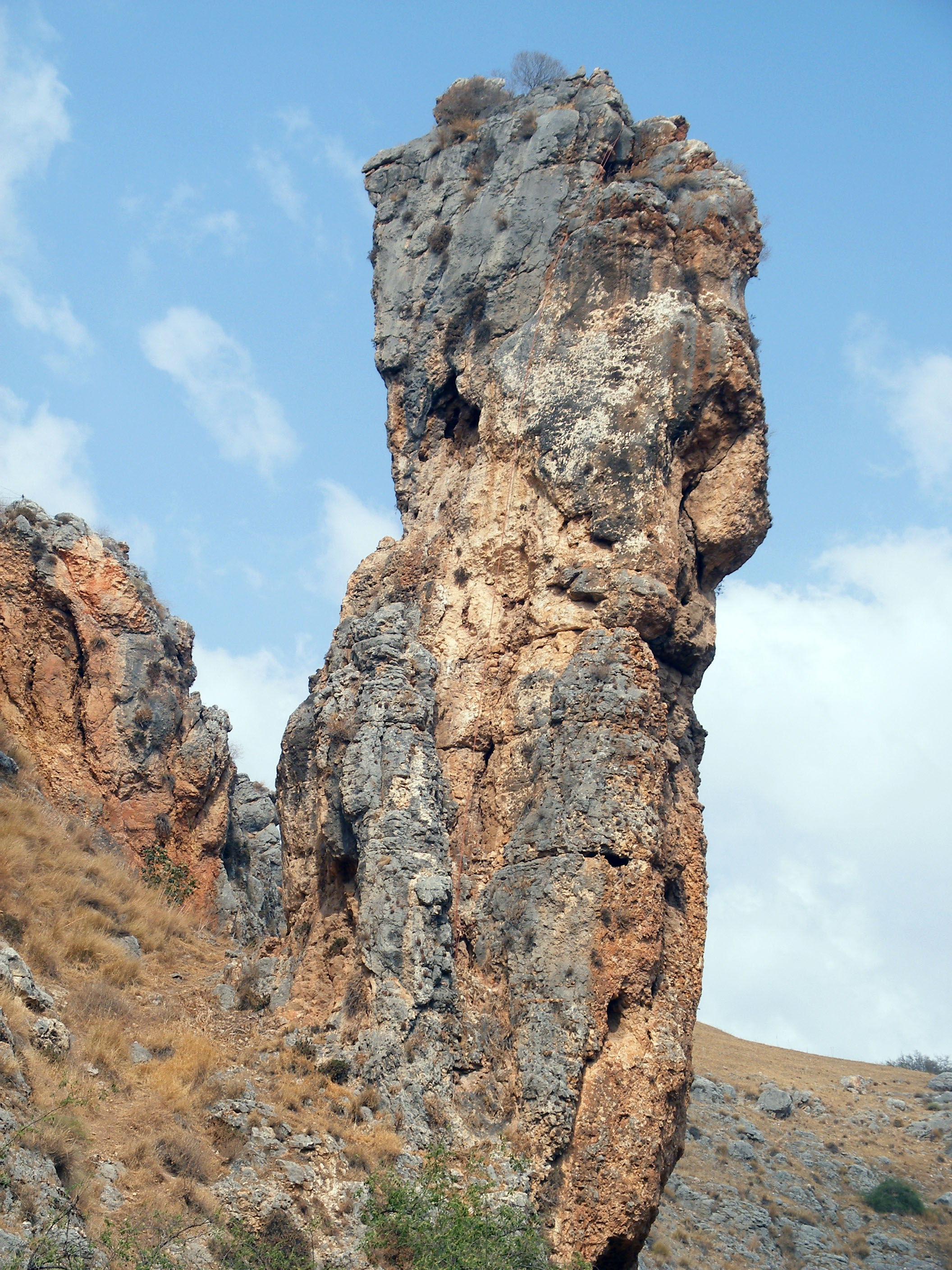
Otoczenie strumienia Ammud

Ammud jest strumieniem płynącym w Górnej i Dolnej Galilei na północy Izraela. Swoje źródła ma na wysokości około 800 metrów n.p.m. na południowym skraju płaskowyżu Ramat Dalton, w pobliżu moszawu Dalton 33°00′48″N 35°28′00″E/33,013333 35,466667. Następnie spływa na południe, wżynając się coraz głębszym wadi pomiędzy okoliczne góry. Jest tutaj zasilany prawostronnym dopływem Kotar i lewostronnym Hozim. Przepływa u zachodniego podnóża gór Har Kena’an (936 m n.p.m.) i Har Birijja (955 m n.p.m.). Na wysokości miasta Safed dociera do podnóża wznoszącej się na zachodzie góry Har Mesarvim (656 m n.p.m.), która leży w masywie górskim Meron (1208 m n.p.m.). Jest tutaj zasilany prawostronnym dopływem Meron i lewostronnym Sechwi. U południowego krańca miasta Safed jest zasilany lewostronnym dopływem Paschur i prawostronnymi Szamaj oraz Seter, a następnie spływa do Dolnej Galilei. W pobliżu kibucu Kaddarim strumień Ammud wykręca na południowy wschód. Jest on tutaj zasilany prawostronnymi dopływami Habanja i Livnim, oraz lewostronnym Achbara. Mija położony na wschodzie moszaw Kachal, i na wysokości kibucu Chukok przecina rurociąg krajowego systemu wodnego. Na południe od tego miejsca strumień spływa do depresji Rowu Jordanu i ma swoje ujście do jeziora Tyberiadzkiego w rejonie kibucu Ginnosar 32°51′17″N 35°31′54″E/32,854722 35,531667.
Strumień ma długość całkowitą 22 km. Biegnie wzdłuż linii uskoku geologicznego, przez skały wapienne i dolomitowe. Koryto strumienia jest urozmaicone niewielkimi wodospadami. Po jego obu brzegach wznoszą się wysokie na 180-300 metrów zbocza górskie. Czasem wznoszą się malownicze skały. Najbardziej niezwykłym jest środkowy odcinek wadi, w którym różnica wysokości między początkiem a końcem przekracza 1 tys. metrów.

## Turystyka
W 1972 roku dla ochrony różnorodnego krajobrazu wadi strumienia Ammud utworzono rezerwat przyrody. Obejmuje on obszar wadi po obydwu stronach strumienia. W obszarze rezerwatu wytyczono kilka szlaków turystycznych.